# Воскресенский монастырь (Муром)
Воскресе́нский монасты́рь — православный женский монастырь Муромской епархии Русской православной церкви, расположенный в северо-восточной части Мурома (в Июльском переулке) на Фруктовой горе. Согласно легенде, возник на месте загородного дворца князей Петра и Февронии Муромских, в исторических источниках впервые упомянут в XVI веке. Сохранившийся до наших дней архитектурный комплекс монастыря представлен постройками XVII века — пятиглавой Воскресенской церковью с трапезной и обходной галереей с шатровыми крыльцами и одноглавой надвратной Введенской церковью с шатровой колокольней.

## История обители
Возникновение Воскресенского девичьего монастыря местная муромская легенда относит к XIII веку и связывает с именами святых муромских князей Петра и Февронии, живших якобы здесь и благословивших своим посещением холм, на котором позднее и возникла обитель.
Одно из ранних достоверных сведений о Воскресенской церкви относится к 1566 году. В 1616 году поляки Лисовского убили здесь священника Иоанна. Но первое её описание находится в описи 1637 года. Она была деревянной, на подклете, имела три шатра, которые венчали главы и кресты, обитые железом. Церковь была достаточно большой и имела два придела — Архистратига Михаила и св. Николая Чудотворца. В храме было 13 икон, 2 оловянных сосуда, серебряный крест, 25 печатных и рукописных книг.
Рядом с Воскресенской церковью стояла другая деревянная церковь — Введения Пресвятой Богородицы. Она была тёплой, то есть имела печь и в ней служили зимой. Близ Введенской церкви находилась невысокая деревянная колокольня с восемью колоколами общим весом в 80 пудов. Обителью с 16-ю монахинями управляла игуменья старица Мариамна, монахини занимались лицевым шитьём. Рядом с храмами располагалось кладбище. Монастырь окружала деревянная ограда периметром 43х36 саженей (91,5х76,5 м). Обитель строилась и содержалась на средства семьи муромского купца Семёна Фёдоровича Черкасова.
По описи явствует, что ещё в 1620 году «в уважение расстроенного положения монастыря», где поляками из отряда Лисовского убит священник Иоанн, игумения Маремьяна по пожалованной грамоте имела право содержать квасной и сусленный промысел и за передачу онаго другим на откуп получала 20 рублей в год в пользу монастыря. В описи Мурома 1646 года Воскресенская и Введенская церкви по-прежнему упоминаются деревянными, а число келий возросло до 30.
Разбогатев на торговле хлебом и солью, во 2-й половине XVII века Авраам Черкасов воздвиг кирпичные храмы (время сооружения неизвестно, между 1646 и 1678 годом). История не сохранила имена зодчих, построивших ансамбль Воскресенского монастыря. Монастырский комплекс органично вписался в панораму древнего Мурома. По описи 1678 года в монастыре проживали игуменья и 26 стариц. По описи 1723 года, составленной Г. Коробовым, к Воскресенскому монастырю было приписано 26 домов (в них лиц мужского пола — 83).

### Упразднение монастыря
Воскресенский женский монастырь просуществовал до 1764 года. После его упразднения, что было связано с указом Екатерины II о секуляризации церковных земель, Воскресенская и Введенская церкви стали приходскими, а монашествующих, игумению Марию вместе с двумя монахинями и двумя схимонахинями, перевели в Троицкую обитель.
На протяжении XIX — начала XX веков храмы оставались рядовыми городскими приходами. Здесь же располагалось одно из четырёх городских кладбищ, существовавшее с незапамятных времён.

### Приходской храм
По описанию 1897 года Воскресенский собор имел новый иконостас и царские врата, устроенные в 1835 году. В Введенском храме было два престола: главный — в честь Введения во храм Пресвятой Богородицы и придельный — во имя Иверской иконы Божией Матери. Иконостасы в обоих приделах тоже были новыми.
В советские годы ансамбль Воскресенского монастыря разделил печальную участь многих муромских храмов. Церкви были закрыты, наиболее ценные предметы вывезли в музей, а здания стали использовать под складские помещения. В 1929 году кладбище уничтожили, а в 1950 году и вовсе устроили над могилами футбольное поле. В 1970—1980-е годы в Воскресенской церкви располагалась спортивная секция. В Воскресенском храме был спортзал с рингом.

### Современность
В 1998 году храмы вернули Владимиро-Суздальской епархии, и в них вновь возродилась иноческая жизнь. Ниже монастыря находится святой источник Петра и Февронии.
В связи с образованием в 2013 году самостоятельной Муромской епархии, монастырь перешёл в её ведение.

## Настоятельницы монастыря
| № | Фото | Имя                  | Годы                    | Примечание                                                   |
| - | ---- | -------------------- | ----------------------- | ------------------------------------------------------------ |
|   |      | Мариамна             | уп. 1620—1624           | игуменья                                                     |
|   |      | Пелагея (Кольцова)   | уп. 1636                | игуменья                                                     |
|   |      | Феврония             | уп. 1744                | игуменья                                                     |
|   |      | Мария                | уп. 1764                | игуменья (переведена в Муромский Троицкий женский монастырь) |
|   |      | Иулиания (Подолянко) | 1998—24 декабря 2004    | игуменья                                                     |
|   |      | Елена (Богдан)       | 24 декабря 2004 — н. в. | игуменья                                                     |

## Священнослужители
- Каллиопин Павел, священник (1849 — ?)
- Кипарисов Иоанн, священник (1852—†14 ноября 1881)
- Робустов Василий Никифорович, священник (1881—1895)
- Альбицкий Сергей Александрович, священник (1895—1899)
- Авроров Алексей Федорович, священник (май 1899 — †27 ноября 1914)
- Радиксов Василий Семёнович, священник (1 декабря 1914 — ?)